# Hemidactylus mindiae
Hemidactylus mindiae là một loài thằn lằn trong họ Gekkonidae. Loài này được Baha El Din mô tả khoa học đầu tiên năm 2005.